# Laterallus exilis
Il rallo pettogrigio o schiribilla pettogrigio (Laterallus exilis Temminck, 1831) è un uccello della famiglia dei Rallidi diffuso dal Guatemala all'Amazzonia e alle regioni sud-orientali del Sudamerica.

## Descrizione
Il rallo pettogrigio misura 14-15,5 cm di lunghezza. Il piumaggio è castano brillante sulla nuca e sulle regioni posteriori del petto; testa, collo e petto sono di colore grigio, più scuro sulla sommità del capo; la gola è bianca, le regioni superiori sono marrone-oliva con delle striature bianche di larghezza variabile su ali, groppa e coda; la zona posteriore delle regioni inferiori è segnata da una serie di strisce bianche e nere. L'iride è rossa e le palpebre gialle o arancioni; il becco è di colore molto scuro, in alcuni casi addirittura nero, con i due terzi prossimali del ramo inferiore di un colore verde chiaro o verde-giallastro che si estende fino alla base del ramo superiore. Le zampe e i piedi sono color marrone chiaro e spesso assumono toni giallastri.

## Distribuzione e habitat
Il rallo pettogrigio vive nel Centro e nel Sudamerica. Occupa un areale discontinuo che comprende il versante caraibico del Guatemala, l'Honduras sud-orientale, il Nicaragua, la Costa Rica, Panama (compresa l'isola di Coiba) e la Colombia settentrionale e occidentale (dalle regioni settentrionali del Chocó al Dipartimento dell'Atlantico, a est, ai dipartimenti di Valle e Cundinamarca, a sud, e a quelli di Meta, Caquetá e Putumayo, a est delle Ande). Nell'Ecuador nord-occidentale si incontra dall'Esmeraldas occidentale al Pichincha meridionale, nonché a est delle Ande. La specie è presente anche a Trinidad, in Venezuela (dal Miranda orientale al Monagas), in Guiana, nell'Amazzonia brasiliana (dal Rio Negro e dal Rio Solimões al Pará orientale), nel Perù orientale, nella Bolivia settentrionale e centrale (Pando, Beni, La Paz e Santa Cruz), nel Brasile orientale (Paraíba e Pernambuco) e nella sua estremità sud-orientale (Rio de Janeiro e San Paolo). Raramente ha fatto la sua comparsa anche in Paraguay.
Popola le paludi e le praterie, sia umide che aride. Si incontra generalmente in pianura, ma può spingersi fino a 1700 m di altitudine.

## Biologia
Il rallo golabianca è maggiormente attivo poco dopo l'alba e prima del tramonto. Si nutre di lombrichi, ragni, insetti (Tettigoniidi e altri Ortotteri, Omotteri, Coleotteri, Emitteri, Eterotteri e larve di Lepidotteri) e semi di piante erbacee. Vive in coppie, e durante la stagione degli amori la femmina depone 3 uova, di colore bianco-crema.